# Sawbridgeworth
Sawbridgeworth – miasto w Wielkiej Brytanii, w Anglii, w regionie East of England, w hrabstwie Hertfordshire. W 2005 r. miasto to zamieszkiwało 8 400 osób.
Miastem partnerskim Sawbridgeworth jest francuskie miasto Bry-sur-Marne.